# Азербайджан на летних Паралимпийских играх 2004
Азербайджан на летних Паралимпийских играх 2004 был представлен в 4-х видах спорта (дзюдо, лёгкой атлетике, пауэрлифтинге и стрельбе). В состав сборной Азербайджана вошло 11 человек (9 мужчин и 2 женщины).

## Медалисты
| Медаль  | Спортсмен        | Вид спорта      | Дисциплина                             | Дата        |
| ------- | ---------------- | --------------- | -------------------------------------- | ----------- |
| Золото  | Ильхам Закиев    | Дзюдо           | Мужчины, свыше 100 кг                  | 20 сентября |
| Золото  | Олег Панютин     | Лёгкая атлетика | Мужчины, прыжки в длину, F12           | 19 сентября |
| Серебро | Зейнидин Билалов | Лёгкая атлетика | Мужчины, Тройной прыжок, F11           | 27 сентября |
| Бронза  | Елена Таранова   | Стрельба        | Женщины, пневматический пистолет, 10 м | 19 сентября |